# Sukorejo (Mojotengah)
Sukorejo is een bestuurslaag in het regentschap Wonosobo van de provincie Midden-Java, Indonesië. Sukorejo telt 2064 inwoners (volkstelling 2010).